# Estanislao Tell i Bonanat
Estanislao Tell i Bonanat (Valls, 18 d'abril de 1859 - 17 de setembre de 1945) fou un polític vallenc.
El maig de 1884 es llicencià en Dret Civil i Canònic a la Universitat de Barcelona, i el 1887 es va doctorar a la Universitat Central de Madrid. Simultàniament el 1885 a 1889 va ser jutge municipal suplent de Valls. En 1890 fou elegit vicepresident del Centre de Lectura, en 1893 fou nomenat fiscal municipal i en 1894 registrador de la propietat de Valls. El gener de 1895 fou nomenat vicepresident del Partit Conservador de Valls, amb el que fou elegit regidor i tercer tinent d'alcalde de l'ajuntament de Valls en 1897. En 1898 va representar l'ajuntament de Valls al Congrés Vitícola de Reus i en 1899 fou administrador de la delegació tarragonina del Banc de Valls. En 1901 fou elegit diputat a la Diputació de Tarragona pel districte Valls-Montblanc de la que en serà president entre abril de 1901 i gener de 1903 i vicepresident entre 1905 i 1907. Posteriorment formaria part de les comissions permanents d'Hisenda (1901-1907), Foment (1909-1913) i Governació (1913-1917), i a les especials de Reclutament (1901-1903, 1907-1911 i 1913-1915) i Estadística del Treball (1909-1913) i fou designat representant de la Diputació en les subhastes de Serveis Provincials (1907-1909 i 1913-1915). Deixà de ser diputat provincial el 1917.
En 1919 fou vocal de la Cambra Agrícola Provincial de Tarragona (pel districte de Tortosa, Falset i Gandesa), i el 1922 en fou nomenat vicepresident. Tot i que es va retirar de la política, el maig de 1931 va participar en un acte d'adhesió a la República. Va morir solter el 17 de setembre de 1945 i la seva documentació fou donada a l'Institut d'Estudis Vallencs.